# Roraimia adusta
A Roraimia adusta a madarak (Aves) osztályának verébalakúak (Passeriformes) rendjébe és a fazekasmadár-félék (Furnariidae) családjába tartozó Roraimia nem egyetlen faja.

## Rendszerezése
A fajt Osbert Salvin és Frederick DuCane Godman írták le 1884-ben, a Synallaxis nembe, Synallaxis adusta néven. Egyes szervezetek a Thripophaga nembe sorolják Thripophaga adusta néven.

## Alfajai
- Roraimia adusta adusta (Salvin & Godman, 1884)
- Roraimia adusta duidae Chapman, 1939
- Roraimia adusta mayri (W. H. Phelps Jr, 1977)
- Roraimia adusta obscurodorsalis Phelps & W. H. Phelps Jr, 1948

## Előfordulása
Dél-Amerika északi részén, Brazília, Guyana és Venezuela területén honos, neve is e három ország határán fekvő Roraima-hegyre utal. Természetes élőhelyei a szubtrópusi vagy trópusi hegyi esőerdők. Állandó, nem vonuló faj.

## Megjelenése
Testhossza 15 centiméter, testtömege 14-20 gramm.

## Természetvédelmi helyzete
Az elterjedési területe nagy, egyedszáma pedig stabil. A Természetvédelmi Világszövetség Vörös listáján nem fenyegetett fajként szerepel.